# Palais Rasumofsky

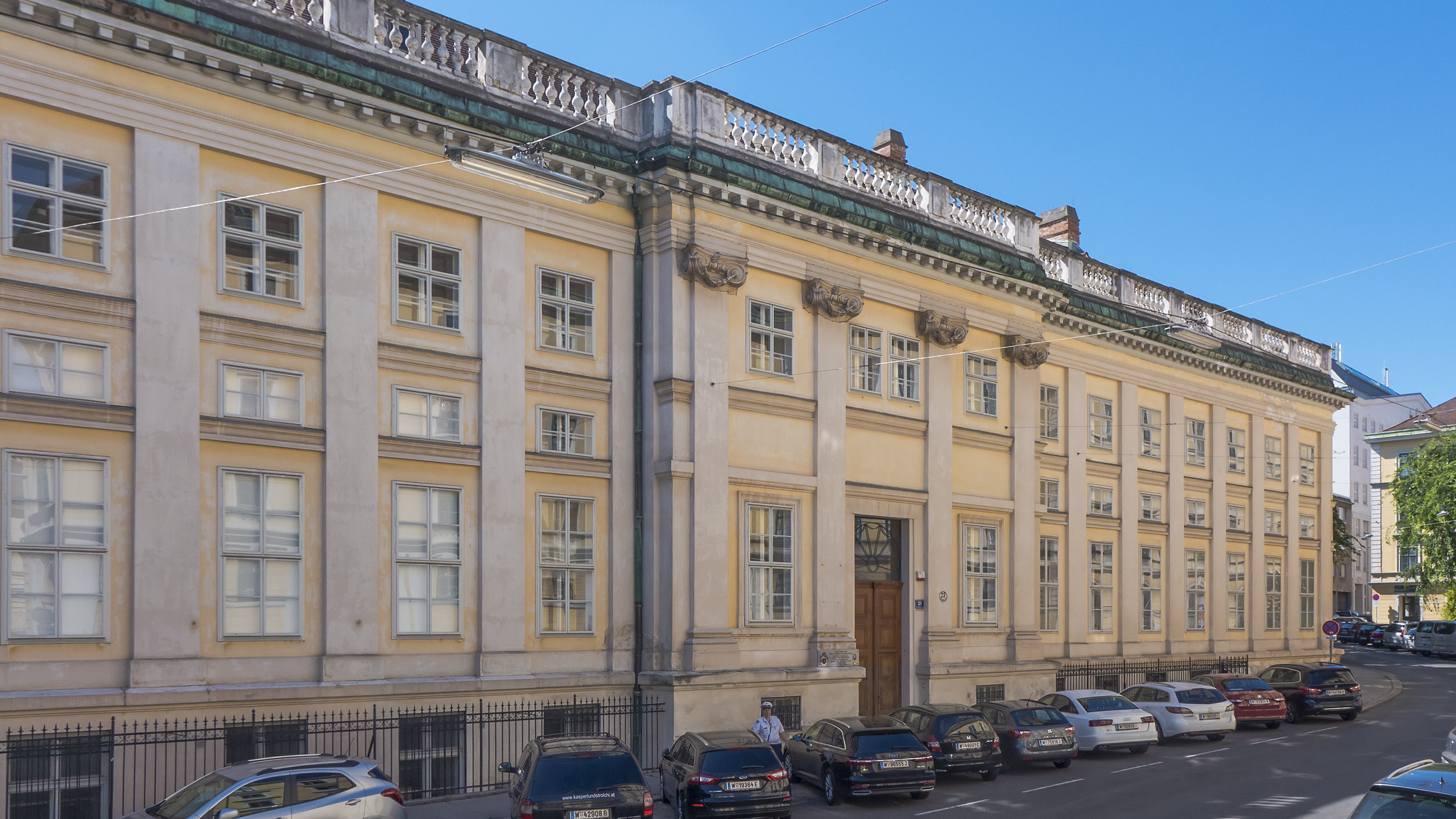
Seite an der Rasumofskygasse

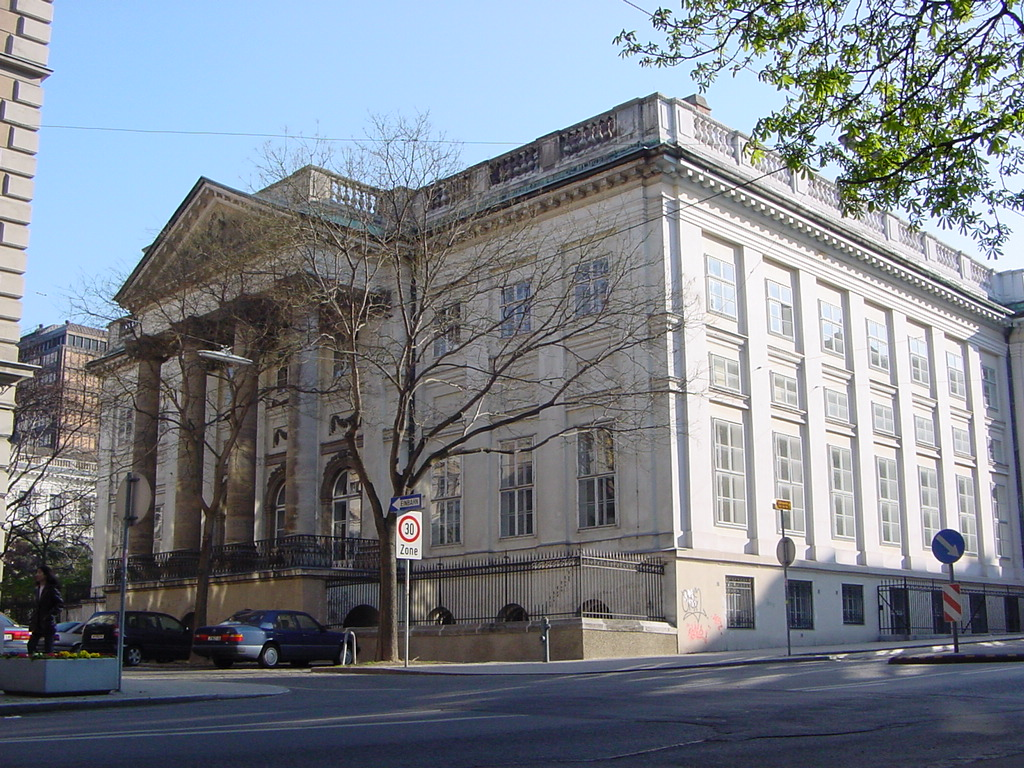
Seite an der Geusaugasse (2002)

Das Palais Rasumofsky ist ein klassizistisches Palais im 3. Wiener Gemeindebezirk Landstraße.

## Geschichte

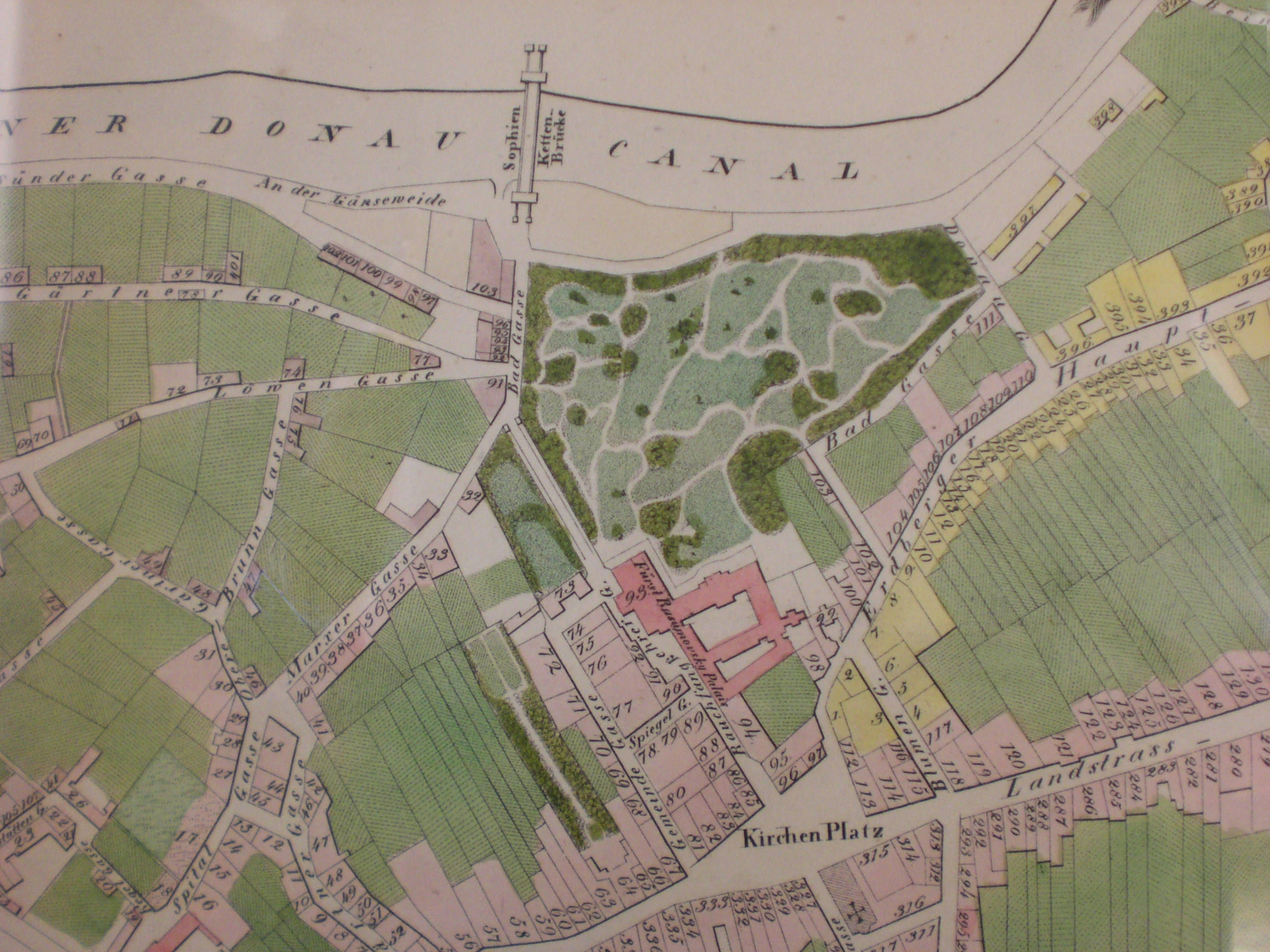
Plan von Wien-Landstraße mit dem Palais Rasumofsky (ca. 1835)

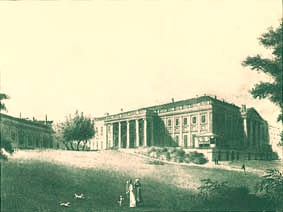
Parkanlage, heutige Geusaugasse Seite (Eduard Gurk)

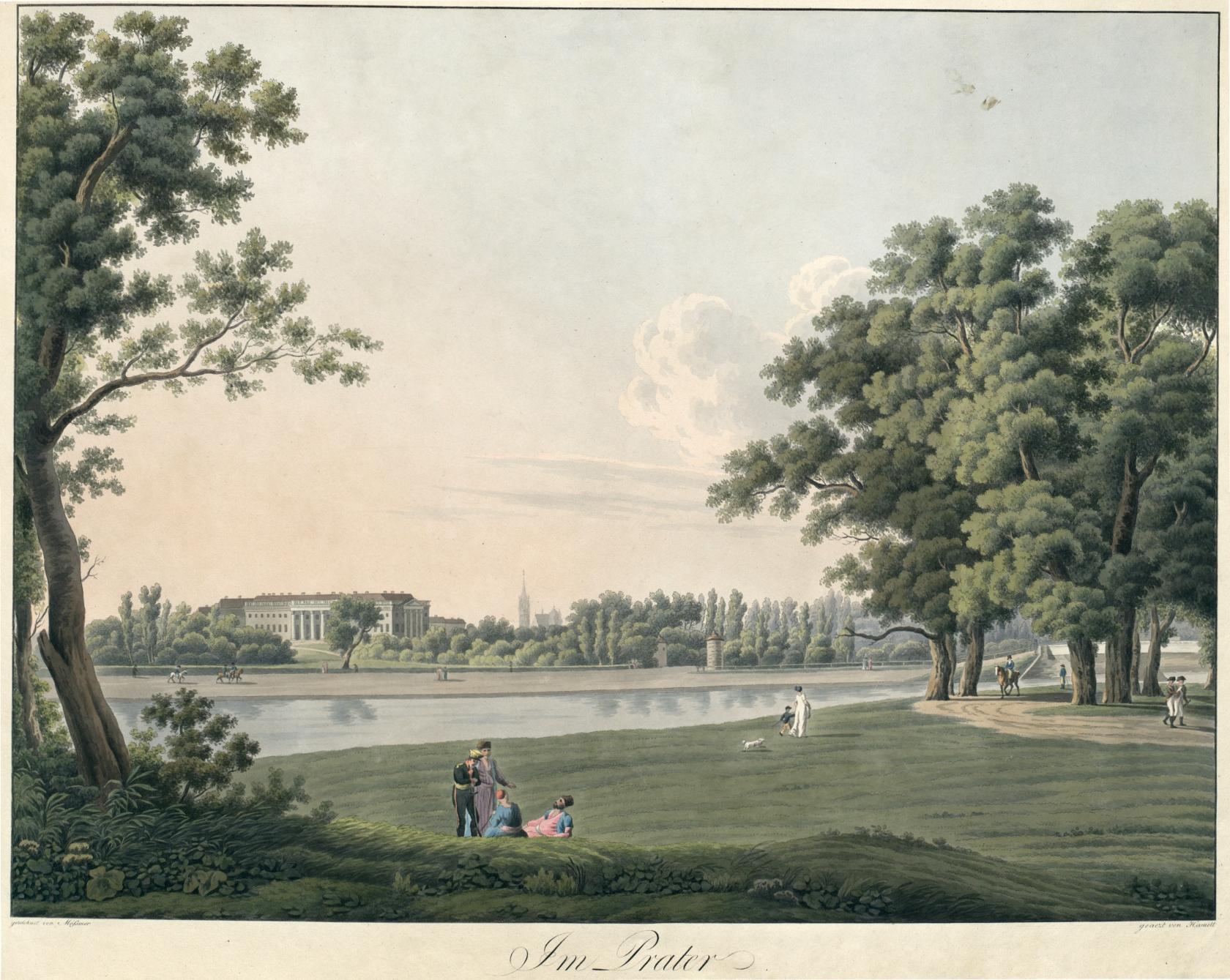
Ansicht vom Prater mit Rasumofskybrücke (heutige Rotundenbrücke) rechts im Bild (1810)

Es wurde 1806 von dem belgischen Architekten Louis Montoyer als Gartenpalais für den russischen Gesandten Graf (später Fürst) Andrei Kirillowitsch Rasumowski erbaut. Das Palais verfügte über eine ausgedehnte englische Gartenanlage, die von dem aus Kurhessen stammenden Gärtner Konrad Rosenthal gestaltet wurde. Das Areal lag zwischen der heutigen Rasumofskygasse, Marxergasse, Erdberger Lände, Wassergasse und Geusaugasse.
Am 31. Dezember 1814 brannte der Gartentrakt ab, wobei wertvolle Kunstschätze verloren gingen. Er wurde in vereinfachter Form von Joseph Meissl wieder aufgebaut. Fürst Rasumowski bewohnte das Palais bis zu seinem Tod im Jahre 1836 im Alter von 84 Jahren. Nachdem er keine Nachkommen hatte, verkaufte seine Witwe 1838 Palais und Park um 190.000 fl und eine jährliche Leibrente von 12.000 fl an Alois II. von Liechtenstein, der dann hier während des Umbaues seines Stadtpalais bis 1851 wohnte. Von 1851 bis 1873 vermieteten die Liechtenstein das Palais an den Staat, der hier die k. k. geologische Reichsanstalt und in einem zum Palais gehörenden Nebengebäude eine Realschule einrichtete. Ab 1873 war das Palais in Staatsbesitz. 1876 wurden die Gartenanlagen parzelliert und in der Folgezeit mit gründerzeitlichen Wohnhäusern verbaut. Im gleichen Jahr wurde die neu angelegte Parkgasse nach der ehemaligen Gartenanlage benannt. Heute ist nur mehr ein kleiner Teil des Gartens zwischen Rasumofskygasse und Kundmanngasse, zur Geusaugasse hin gelegen, erhalten. 1877 wurde das Palais teilweise umgestaltet. Im Zweiten Weltkrieg wurde es beschädigt und 1946–1951 wieder instand gesetzt. Weitere Renovierungen erfolgten 1966/67.
Bis zum Verkauf des Objektes im Jahr 2003 an private Investoren beherbergte das Palais weiterhin die Geologische Bundesanstalt, die 2005 in die nahegelegene Neulinggasse übersiedelte. Der nunmehrige Besitzer ließ in den Jahren 2011 bis 2014 umfangreiche Restaurierungsarbeiten an den Baukörpern aller Objekte vornehmen. Das Gartenpalais und der sog. Labortrakt wurden dabei unter Aufsicht des Bundesdenkmalamtes vorbildlich von Grund auf restauriert.

## Hauptgebäude und Gartentrakt

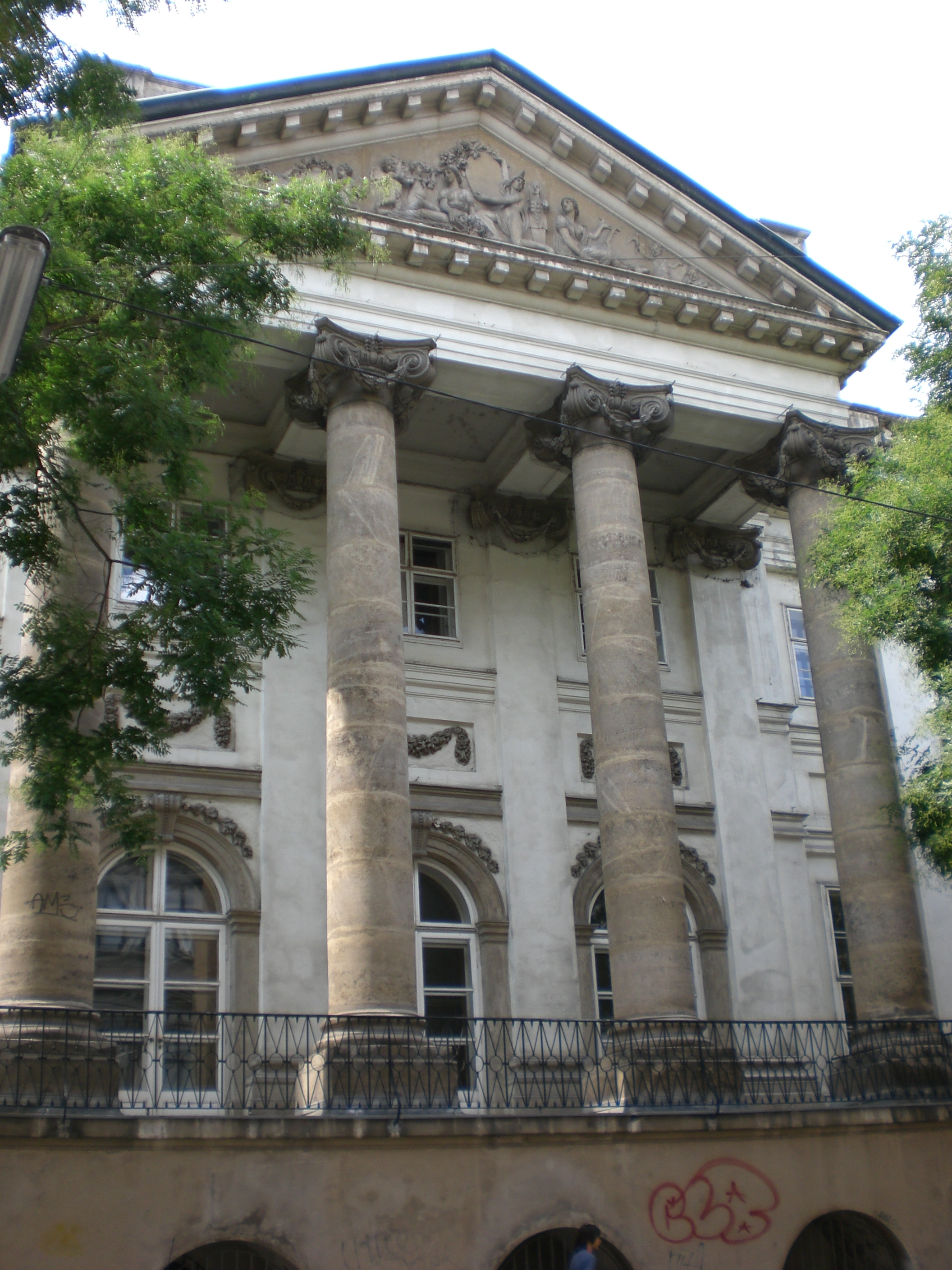
Palais Rasumofsky: Portikus an der ehemaligen Gartenseite, heute Geusaugasse

Das Palais besteht aus dem mächtigen rechteckigen Hauptgebäude und dem in rechtem Winkel anschließenden eingeschoßigen Gartentrakt. Die Fassaden des Hauptgebäudes sind durch Lisenen gegliedert. An allen vier Seiten wird die Mitte betont, straßenseitig durch dreiachsige Risalite mit ionischen Riesenpilastern, gartenseitig durch drei- bzw. fünfachsige Portiken mit ionischen Säulen. Der Dreiecksgiebel über dem Portikus an der Geusaugasse ist mit Reliefs mit allegorischen Szenen geschmückt. Für die Hauptstiege und andere Bauteile wurde harter Kaiserstein aus Kaisersteinbruch verwendet.
Die Innengliederung ist dem Vorbild Palladios verpflichtet. Vom Haupteingang in der Rasumofskygasse gelangt man in ein Vestibül, danach in den Kuppelsaal und von dort in den an der Gartenseite gelegenen prunkvollen Festsaal. Er gilt neben dem Rittersaal in der Hofburg als eines der Hauptwerke Montoyers. Er wird durch sechzehn vor den Wänden freistehende korinthische Marmorsäulen gegliedert. Zu beiden Seiten des Festsaals befinden sich an der Gartenfront Marmorsäle, die ebenfalls als Repräsentationsräume dienten.

## Wirtschaftsgebäude und Stallungen
Von den ursprünglichen weitläufigen Wirtschaftsgebäuden, die sich über das gesamte Areal des heutigen Grete-Jost-Parks erstreckten, ist nur mehr ein kleiner Teil südwestlich neben dem Palais erhalten, ein schlichter kubischer Bau vom Anfang des 19. Jahrhunderts. Gegenüber befinden sich die ehemaligen Stallungen (Rasumofskygasse Nr. 20, 22, 24). Diese wurden 1803–1807 errichtet und 1848–1854 aufgestockt und als Zinshäuser adaptiert. Auch heute dienen sie noch als Wohnhäuser. Eine Gedenktafel erinnert an Robert Musil, der von November 1921 bis August 1938 dort wohnte.

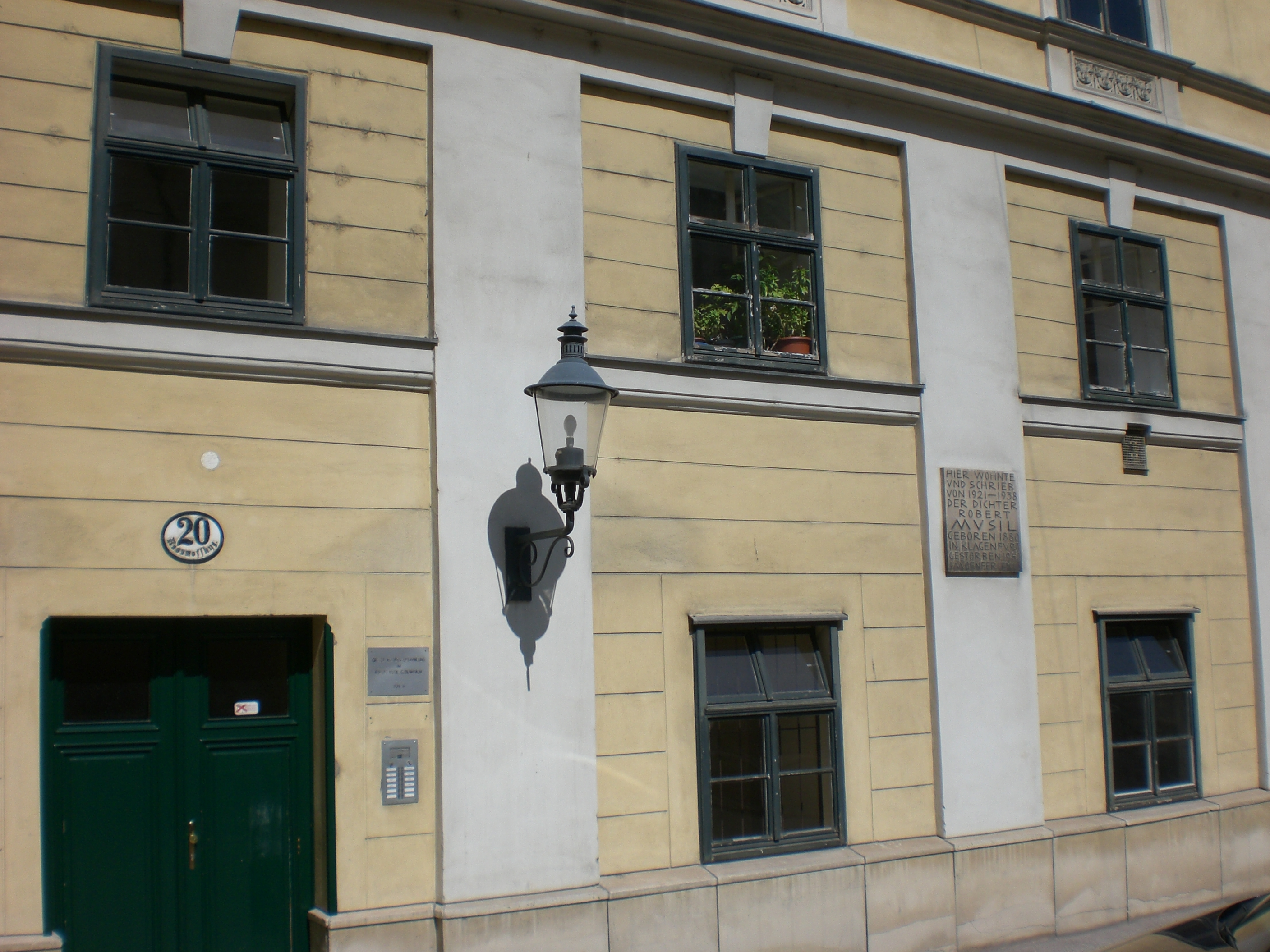
Wohnhaus Robert Musils in den ehemaligen Stallungen des Palais Rasumofsky

## Parzellierung des Gartens
Der bis zur Erdberger Lände reichende Palaisgarten wurde 1876 parzelliert. Dabei wurden die Geologengasse, die Geusaugasse (größtenteils, ein kleiner östlicher Abschnitt hieß vorher Badgasse), die Hießgasse, die Hörnesgasse und die Parkgasse angelegt, die Kundmanngasse wurde in das Gebiet verlängert. Es entstand ein Ensemble historistischer Bauten, das größtenteils noch erhalten ist, aber aufgrund seiner Gleichförmigkeit keine herausragenden Einzelbauwerke aufweist.